# Françoise Levie
Pour les articles homonymes, voir Levie.
Françoise Levie, née le 8 juin 1940 est une réalisatrice, productrice et auteure belge de documentaires.
Françoise Levie est la fille du producteur Pierre Levie (qui a produit par exemple Malpertuis ou Préparez vos mouchoirs). Elle est aussi la mère de la réalisatrice Sarah Moon Howe.

## Filmographie
- 1987 : Un peuple sans pays
- 1988 : Les Gardiens de la nuit
- 1991 : Nylon Blues
- 1992 : Le Chewing gum, cet inconnu
- 1993 : Le Mystère des tombes gelées de Sibérie (voir Altaï)
- 1994 : La Demoiselle de Russie
- 1995 : Les Grandes Dames du strip-tease
- 1997 : Mémoires d'une princesse des Indes
- 1998 : Mata-Hari
- 2000 : Entre Flore et Thalie (Galeries royales Saint-Hubert)
- 2002 : L'homme qui voulait classer le Monde (Paul Otlet)
- 2004 : Panamarenko
- 2005 : Monsieur Bing et l'Art nouveau
- 2006 : Mass Moving
- 2006 : Twice Upon a Time
- 2009 : Alfred Stevens, l'homme qui peignait la femme
- 2011 : Panda Farnana, un Congolais qui dérange
- 2019 : Xénon l'Insoumis, entre Marguerite Yourcenar et André Delvaux

## Publications
- Jean Ray, l'archange du fantastique, Librairie des Champs-Élysées, 1981
- Étienne-Gaspard Robertson, la vie d'un fantasmagore, Montréal, éditions Le Préambule, 1990
- Lanterne magique et Fantasmagorie, inventaire des collections du Conservatoire national des arts et métiers, 1990
- L'Homme qui voulait classer le monde : Paul Otlet et le Mundaneum, Les Impressions nouvelles, Bruxelles, 2006  (ISBN 2-87449-022-9)
- L'architecte fantôme. À la recherche d'Octave Van Rysselberghe, Bruxelles : Les Impressions Nouvelles, 2023 (ce livre est dédié par l'autrice à Warden Boyd Rayward, en page de garde).